# Příkazy (nádraží)
Příkazy je železniční stanice v Příkazech v Olomouckém kraji. Je součástí neelektrizované jednokolejné železniční trati Olomouc – Senice na Hané – Prostějov. Leží mezi stanicemi Olomouc-Řepčín a Senice na Hané.
Stanici obsluhují pravidelné osobní vlaky Českých drah linky M4 s intervalem 60 minut v pracovní dny a 120 minut ve dny pracovního klidu v obou směrech (tzn. ve směru Olomouc hl. n. a Senice na Hané, Drahanovice či Prostějov). Stanice je zařazena do Integrovaného dopravního systému Olomouckého kraje.